# 릴 티제이
티온 제이든 메리트(Tione Jayden Merritt, 2001년 4월 30일 ~ )는 미국의 영화 감독이며, 가수, 래퍼이다. 그의 예명인 릴 티제이(Lil Tjay)는 그의 이름의 첫 글자 T와 그의 중간 이름의 첫 세 글자 Jay에서 따왔다.
2018년, 릴 티제이는 컬럼비아 레코드와 계약을 맺었다. 2019년, 릴 티제이의 데뷔 정규 앨범 "True 2 Myself"가 발매되었다. 이듬해에는 뉴욕 출신의 브루클린 드릴 아티스트들만 등장하는 믹스 테이프 "State of Emergency (Lil Tjay EP)"를 발매했다. "True 2 Myself"는 빌보드 200에서 5위로 데뷔했고, 이 음반은 그의 첫 차트 발매로 기록되었다. 그의 두 번째 정규 앨범인 "Destined 2 Win"은 2021년에 발매되었고, 싱글 "Calling My Phone"은 미국 가수 6rack과의 콜라보레이션으로 지금까지 그의 최고 차트인 곡이다.

## 생애
메릿은 뉴욕시의 브롱크스 자치구에서 태어났다. 그는 홀어머니 밑에서 자랐고 "넓은" 아파트에서 두 명의 남동생이 있었다. 메릿은 자신을 세 명 중 문제아라고 불렀는데, 그는 종종 좀도둑이나 학교 싸움에 휘말리곤 했다. 15살 때, 메릿은 강도사건으로 체포되었고, 소년원에서 1년형을 선고받았고, 그곳에서 랩을 쓰기 시작했다. 이 음반에는 그가 사운드클라우드에 발표한 히트곡 〈Resume〉가 수록되어 있다.

## 커리어

### 2016년 ~ 2019년: 시작, 음반 계약, "나에게 솔직해져라(True 2 Myself)"
2016년, 메릿은 사운드클라우드에 음악을 발매하기 시작했다. 그의 첫 곡 중 하나인 "Resume"은 메릿이 16살 때 발매되었고, 빠르게 온라인에 퍼지기 시작했다.
2018년 3월 10일, 메릿은 코스트 2 코스트 LIVE NYC 올 에이지 에디션(Coast 2 Coast LIVE NYC All Ages Edition)에서 1위를 차지했고, 그의 연기는 쇼케이스를 심사하기 위해 참석한 레코드 레이블 아티스트와 레퍼토리의 주목을 받았다. 얼마 지나지 않아, 메릿은 싱글 "Brothers (Lil Tjay song)"를 발매했고, 이 곡은 당시 그의 가장 큰 곡이 되었고 컬럼비아 레코드와 계약하게 되었다.
메릿의 음악 경력의 첫 10개월 동안, 그는 사운드클라우드에서 백만 개 이상의 플레이를 기록한 다섯 개의 트랙을 발매했다. "Brothers", "Resume", "Goat", and "Leaked" each accumulated tens of millions of streams. 2018년 7월, 메릿은 프로듀서 캐시머니와 함께 작업했다.AP는 "None of Your Love"를 발표했는데, 이 또한 수천만 개의 연극을 모았다.2018년 말, 메릿은 데뷔 EP "No Comparison"을 발매했다.
2019년 1월, 메릿은 동료 미국 래퍼 폴로 G의 싱글 〈Pop Out〉에 참여했고, 빌보드 핫 100에서 11위를 기록했다. In July, he was featured on boy band PrettyMuch's "Lying". 그 해 말, 그는 'F'라는 제목의 EP를 발매했다.N'; 프로젝트의 리드 싱글〈F.N〉은 빌보드 핫 100에서 56위로 정점을 찍었고 그의 첫 솔로 차트 곡이 되었다. 2019년 10월 11일 데뷔 앨범 《True 2 Myself》를 발매했다. 이 곡은 미국 빌보드 핫 200에서 5위로 데뷔했다. 12월, 그는 24k골든의 노래 "Valentino (24k골든의 노래)"의 리믹스에 출연했다.

### 2020–2021: "비상 사태(State of Emergency)"와"승리를 위한 운명(Destined 2 Win)"
2020년 초, 메릿은 자신의 싱글 "20/20"으로 빌보드 핫 100에 다시 올랐고, 이 싱글은 차트에서 94위를 기록했다. 2020년 5월 8일, 메릿은 뉴욕에서 인기 있는 하위 장르인 드릴 음악에 초점을 맞춘 EP, "State of Emergency (Lil Tjay EP)"를 발매했다. 7곡의 EP에는 피비오 포린(Fivio Foreign)과 팝 스모크(Pop Smoke)가 피처링된 〈Zoo York〉가 수록되어 있으며, 이 곡은 핫 100에서 정점을 찍었다. 7월, 메릿은 팝 스모크의 데뷔 사후 앨범 "Shoot for the Stars, Aim for the Moon"에 출연해 핫 100에서 17위에 올랐다.8월 11일 메릿은 XXL의 2020년 신입생 학급 명단에 포함되어 있었다. 10월에 메릿은 트위터에 새로운 프로젝트를 암시했다.
2021년 2월 12일, 메릿(Merritt)은 캠 버스비(Cam Busby)가 연출한 뮤직비디오와 함께, 싱글 "Calling My Phone"을 발매했다.이 곡은 빌보드 핫 100에서 3위로 데뷔하여, 릴 티제이(lil tjay)의 경력 중 가장 높은 차트의 싱글이 되었다. 3월 19일, 메릿은 폴로 지와 피비오 포린과의 콜라보레이션 곡인 "Headshot (노래)"을 발매했고, 그의 두 번째 정규 앨범인 "Destined 2 Win"은 2021년 4월 2일에 발매되었다.이 앨범은 21개의 트랙으로 구성되어 있다. 10월 22일, 메릿은 피비오 포린과 함께 다가오는 세 번째 정규 앨범 "Not In The Mood"의 리드 싱글을 발매했다. 이 싱글은 발매 전인 9월부터 틱톡을 사용하여 토막글에서 놀림을 받았다.

## 2022-현재:Strictly 4 My FansEP와 제목이 없는 세 번째 스튜디오 앨범
2022년 3월 초, 메릿(Merritt)은 이에야스(Iyaz)의 "Replay (Iyaz song)"의 샘플을 사용한 신곡 "In My Head (릴 트제이 노래)"를 놀리기 시작했다. 2022년 4월 1일 발매되었다. 4월 24일, 메릿은 자신의 유튜브 채널에 프리스타일 "라비시"를 공개하였다. 다음 날, 그는 자신의 EP 앨범 "Strictly 4 My Fans"를 발표했다.

## 예술성
브롱크스에서 자란 릴 티제이( Lil Tjay)는 자신의 노래에 오토튠을 자주 삽입하는 멜로디 래퍼이다. 그는 후디와 함께 뉴욕주의 래퍼인, A Boogie와 비교했다. "롤링 스톤(Rolling Stone)"과의 인터뷰에서, 그는 그의 가장 큰 음악적 영향이 드레이크(Drake, 뮤지션), 믹 밀(Meek Mil), 어셔(Usher)라고 밝혔다. 같은 인터뷰에서, 릴 티제이( Lil Tjay)는 그의 음악이 그의 과거 투쟁에 대해 노래하거나 랩할 때 멜로디 사운드를 가진다고 묘사했다. 릴 티제이( Lil Tjay)는 또한 그의 성공을 감옥에서 보낸 1년 덕분이라고 하는데, 그곳에서 그는 노래를 작곡하는 능력이 최고조에 달했다고 주장한다. 피치포크(웹사이트)의 릴 트제이(Lil Tjay)에 대한 특집 기사에 따르면, 그는 "힙합 심쿵자"로 언급된다. Later in the interview, 릴 티제이(Lil Tjay)는 그가 저스틴 비버의 "Baby (저스틴 비버 노래)"를 샘플링했기 때문에 종종 "브롱크스 저스틴 비버"라고 불린다고 설명했다.

## 라이브 공연
릴 티제이(Lil Tjay)는 2019년 내내 시애틀의 랩퍼 릴 모지(Lil Mosey)와 함께 전국 투어를 했다.2019년 5월 플로리다주 마이애미 가든스에서 미고스(Migos), 트래비스 스캇(Travis Scott), 키드 쿠디(Kid Cudi)와 함께 3일간의 롤링 라우드 마이애미 음악 페스티벌에서 공연했다.그리고, 12월에 열리는 로스앤젤레스 축제에서, 그는 가까운 친구 제이 과포와 함께 콘서트에 자주 출연하고 공연한다.

## 디스코그래피
- True 2 Myself (2019)
- Destined 2 Win (2021)